# دیوید گمل
دیوید اندرو گِمِل (به انگلیسی: David Gemmell) (زادهٔ اول اوت ۱۹۴۸) نویسندهٔ مشهور بریتانیایی کتابهای قهرمان محور بود. درحالی که در دوران جوانی به روزنامه‌نگاری مشغول بود در سال ۱۹۸۴ اولین رمان رسمی خود با عنوان «اسطوره» را منتشر کرد. بعد از آن زمان بین سال‌های ۱۹۸۴ تا ۲۰۰۶ بیش از سی رمان نوشت که بیشتر آن‌ها حماسی و فانتزی بودند. کتابهای او با فروش بیش از یک میلیون نسخه همچنان در سراسر دنیا به فروش می‌رسند.
مادرش او را که در غرب لندن و در محله‌ای فقیرنشین متولد شده بود تا سن شش سالگی به تنهایی بزرگ کرد و پس از آن تصمیم به ازدواج دوباره گرفت. کودکی دیوید به جنگ و دعوا با زورگیران مدرسه یا فرار کردن از دست آن‌ها می‌گذشت و او درد زخم‌ها و جراحات زیادی را در این درگیری‌ها چشید. بیشتر این تحقیرها و اذیت و آزارها به علت حضور نداشتن پدر واقعی او بود، اما با پافشاری پدر ناتنی اش او یادگرفت در مقابل سختی‌ها ایستادگی کند. این طرز تفکر در بیشتر رمانهای گمل قابل مشاهده است.
در نوجوانی، دیوید به علت تشکیل دادن یک اتحادیهٔ قماربازی، از مدرسه اخراج شد و پس از آن به کارهایی همچون کارگری و کار در کلوپ‌های شبانه پرداخت. تا اینکه مادرش موقعیتی برای یک مصاحبهٔ کاری در روزنامه‌ای محلی برای او دست و پا کرد و اون از بین صد نفر شرکت‌کننده در این مصاحبه، به عنوان روزنامه‌نگار انتخاب شد. بعداً خودش اعتراف کرد دلیل این انتخاب این بود که شخصی که از او مصاحبه می‌گرفت غرور و گستاخی او را به حساب اعتماد به نفس او گذاشته بود.
پس از موفقیت در کار جدید اش او فرصت‌های شغلی مناسبی برای کار در روزنامه‌های بین‌المللی همچون دیلی میل، دیلی میرور و دیلی اکسپرس یافت و از این طریق توانایی خود را در زمینه نگارش پرورش داد. در همین دوران بود که برای اولین بار ازدواج کرد و صاحب دو فرزند نیز شد اما پس از چندین سال بار دیگر تصمیم به ازدواج گرفت و زندگی جدیدی با همسرش جدیدش استلا آغاز کرد که تا زمان مرگش ادامه داشت.

## کتاب‌ها
در سال ۱۹۷۰ دیوید گمل که مشکوک به بیماری سرطان بود، برای اینکه خود را سرگرم کند و بیماری اش را از یاد ببرد شروع به نوشتن کتابی کرد که بعد از مرگش از او به یادگار بماند. اما بعد از مشخص شدن نتایج آزمایش‌ها و مطمئن شدن از سلامت خود، او کار بر روی کتاب را کنار گذاشت. سر انجام در سال ۱۹۸۰ یکی از دوستان دیوید که دست نوشته‌های او را مطالعه کرده بود او را به کارش امیدوار کرد و این مقدمه‌ای بر آن بود که دیوید گمل اولین رمان حماسی خود به نام «اسطوره» را در سال ۱۹۸۴ منتشر کند.
پس از آن و در سال ۱۹۸۵ کتاب "پادشاه آن سوی دروازه" که ادامه‌ای بر کتاب اولش بود را به دست ناشر اش سپرد و با چاپ "Waylander"، سومین جلد از مجموعه‌ای که "مجموعهٔ درنای" نام گرفت کار خود در دفتر روزنامه را رها کرد و نویسندهٔ تمام وقت شد. این تازه شروع موفقیت‌های این نویسنده بود و پس از آن با بیش از سی جلد کتاب به یک چهره تبدیل شد.
گمل مجموعه‌های دیگری نیز نوشت که از میان آن‌ها می‌توان به موارد زیر اشاره کرد:
مجموعه جان شانو (Jon Shannow): گرگی در سایه، آخرین محافظ
مجموعه سنگ‌های قدرت (Stones of Power) - شبح شاه، آخرین شمشیر قدرت
در سال ۱۹۸۹ نیز رمانی تک جلدی با عنوان «شوالیه‌های بدنام» به چاپ رساند.
دهه ۱۹۹۰ برای گمل پربارتر بود.
او کتاب‌های:
- Waylander II: امپراطوری گرگ‌ها، اولین ماجراهای دراس افسانه‌ای و سلحشوران زمستان را به مجموعه درنای افزود.

سپس داستان «سنگ خون» را منتشر کرد و با آن مجموعه «جان شانو» را به سرانجام رساند. سپس مجموعه جدیدی با نام «ملکه شاهین» نوشت که شامل دو عنوان کتاب می‌شد:
- Ironhand's Daughter و The Hawk Eternal

در ۱۹۹۹ مجموعه ریگنات (The Rignate Series) را با کتاب «شمشیری در طوفان» آغاز کرد.
کتاب‌های «تولد یک قهرمان» و «ماه سیاه» دههٔ پربار گمل را به انتها رساندند.
سال ۲۰۰۰ از راه رسید و گمل مجدداً عناوین زیر را به سری «درنای» افزود:
گرگ سفید، شمشیرهای روز و شب
و عناوین زیر، مجموعه «ریگنات» را دنبال کردند:
شاهین نیمه شب، Ravenheart، طوفان سوار
همچنین در سال ۲۰۰۲ رمانی تک جلدی با عنوان «پژواک آوای دوران» به چاپ رساند.
گمل در سال ۱۹۹۳، خارج از فانتزی‌های قهرمانی کتابی با عنوان «شوالیهٔ سفید، قوی سیاه» (White Knight, Black Swan) نوشته بود که برای ناراحت نکردن طرفدارانش، این کتاب را با نام مستعار «راس هاردینگ» (Ross Harding) به انتشار رساند.

## مصاحبه
گمل در طی مصاحبه‌ای در سال ۱۹۹۸ با www.ssfworld.com اعلام کرد فانتزی‌ترین کتابی که از دوران کودکی به خاطر می‌آورد، کتاب هابیت نوشته جی. آر. آر. تالکین است که مدیر مدرسه‌شان هر پنجشنبه به کلاسشان می‌آمده و نیم ساعت از روی کتاب برای آن‌ها می‌خوانده‌است. گمل گفت در این نیم ساعت او عادت داشته چشمانش را بسته و همراه داستان زندگی کند.

## درگذشت
در سال ۲۰۰۶، در حالی که او در حال نوشتن سومین جلد از مجموعه «تروی» بود مجبور به جراحی بای پس قلب شد. پس از چند روز او دوباره توانست با تمرین‌های فیزیکی به زندگی روتین بازگردد و دوباره کار بر روی آخرین رمانش را ادامه دهد. اما درست چهار روز قبل از تولد ۵۸ سالگی اش در ۲۶ ژوئیه ۲۰۰۶ در خانه‌اش به علت انسداد شرایین از دنیا رفت. او به شدت سیگار می‌کشید و معتقد بود ترک سیگار در توانایی او در نوشتن تأثیر منفی می‌گذارد.
دو هفته بعد از مراسم خاکسپاری دیوید گمل، همسر او استلا گمل، با ناشر مجموعهٔ تروی تماس گرفت و به او گفت به کمک ۷۰٬۰۰۰ کلمه‌ای که همسرش قبل از مرگ نوشته و دستنوشته‌ها و یادداشتهای او، تصمیم دارد آخرین کتاب مجموعهٔ تروی را به اتمام برساند؛ و اینگونه بود که در سال ۲۰۰۷ جلد سوم از مجموعهٔ «تروی» به نام «سقوط پادشاهان» توسط استلا گمل منتشر شد.